# Urad predsednika Republike Slovenije
Urad predsednika Republike Slovenije je državni urad, ki zagotavlja izvrševanje zadev v zvezi z opravljanjem funkcije predsednika republike. 
Urad se nahaja v Predsedniški palači v Ljubljani.

## Sestava urada
Milan Kučan (1992-2002)
- generalni sekretar:
- šef kabineta: Peter Toš (ml.)
- svetovalci predsednika:

- za zdravstveno in socialno varstvo ter humanitarna vprašanja: mag. Franc Hočevar (1999-2002)

Janez Drnovšek (2002-2007)
- generalni sekretar:
- šef kabineta:
- svetovalci predsednika:

- za politična vprašanja: Magdalena Tovornik (2006-07)
- za notranje zadeve: Maksimiljan Lavrinc (2005-06)
- za obrambne zadeve: Maksimiljan Lavrinc (2006-07)
- za zunanje zadeve: Ivo Vajgl

Danilo Türk (2007-2012)
- generalni sekretar: Stojan Tramte
- šefinja kabineta: Mojca Seliškar Toš
- svetovalci predsednika:

- za zdravstveno in socialno varstvo ter humanitarna vprašanja: mag. Franc Hočevar (2007-)
- za pravna vprašanja: dr. Erik Kerševan (2007-)
- za obrambne zadeve: Ladislav Lipič (2008-)
- za gospodarska vprašanja: Franci Perčič (2007-)
- za diplomatska vprašanja: Dušan Snoj (2007-)
- za politična vprašanja: Magdalena Tovornik (2007-)

Borut Pahor (2012-2022)
- - Ernest Petrič

== Glej tudi
- Kabinet predsednik Vlade Republike Slovenije
- Pribočnik predsednika Republike Slovenije